# Kübekháza
Kübekháza is een plaats (község) en gemeente in het Hongaarse comitaat Csongrád. Kübekháza telt 1603 inwoners (2002).